# Chachaura-Binaganj
Chachaura-Binaganj è una suddivisione dell'India, classificata come nagar panchayat, di 17.303 abitanti, situata nel distretto di Guna, nello stato federato del Madhya Pradesh. In base al numero di abitanti la città rientra nella classe IV (da 10.000 a 19.999 persone).

## Geografia fisica
La città è situata a 24° 12' 06 N e 76° 59' 48 E.

## Società

### Evoluzione demografica
Al censimento del 2001 la popolazione di Chachaura-Binaganj assommava a 17.303 persone, delle quali 9.171 maschi e 8.132 femmine. I bambini di età inferiore o uguale ai sei anni assommavano a 2.970, dei quali 1.619 maschi e 1.351 femmine. Infine, coloro che erano in grado di saper almeno leggere e scrivere erano 11.551, dei quali 6.979 maschi e 4.572 femmine.